# سیارک ۲۲۷۵۸
سیارک ۲۲۷۵۸ (به انگلیسی: 22758 Lemp، نامگذاری:1998WP18) بیست و دو هزار و هفتصد و پنجاه و هشتمین سیارک کشف شده‌است که در ۲۱ نوامبر ۱۹۹۸ کشف شد.
قدر مطلق سیارک برابر ۱۲.۳ است.